# Brian Irving
Brian Irving (nacío el 6 de junio de 1973 en Montreal, Quebec, Canadá) es un guionista y director de cine canadiense. Como productor de sus proyectos pasados han incluido Sabrina la Bruja Adolescente protagonizada por Melissa Joan Hart, Drama Total, Stoked: Locos por las Olas, Mi Niñera es un Vampira (película), Mi Niñera es un Vampira y Really Me. Sus más notables obras como escritor y editores de historia: Sabrina, la Bruja Adolescente, Línea Roja, Pasado Mortal, Cazador de Vampiros "D", Ratas y Sabotaje.